# رایزنبرگ
رایزنبرگ (به آلمانی: Reisenberg) یک منطقهٔ مسکونی در اتریش است که در ناحیه بادن واقع شده‌است. رایزنبرگ ۱٬۴۹۰ نفر جمعیت دارد.